# Bahnhof Pisa San Rossore
Der Bahnhof Pisa San Rossore (meistens Pisa S. Rossore genannt) liegt im Nordwesten Pisas. Er ist der zweitgrößte Bahnhof der Stadt. Geographisch befindet er sich nicht weit vom Schiefen Turm. Bahntechnisch ist er ein Keilbahnhof an den Bahnstrecken Pisa–Genua und Pisa–Lucca. Er wurde am 15. November 1846 als vorübergehender Endpunkt der neuen Strecke nach Bagni di San Giuliano in Betrieb genommen.